# Cuộc chiến tranh kỳ quặc

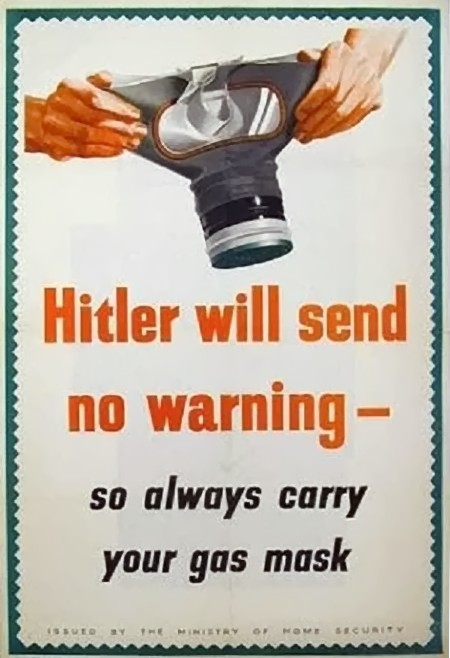
Bộ Quốc phòng Anh phát hành bích chương trong thời kỳ Cuộc chiến Cuội (Dòng chữ: Hitler sẽ không cảnh bảo trước điều gì, nên hãy luôn đem theo mặt nạ dưỡng khí)

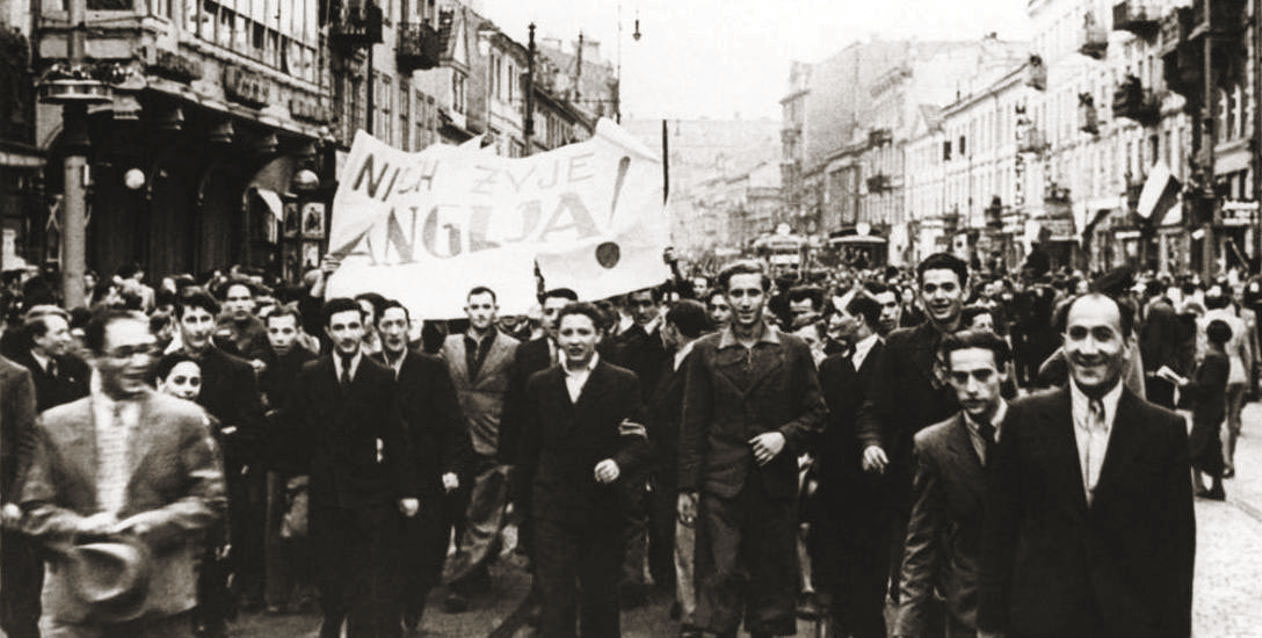
Nhân dân Warsaw tuần hành ủng hộ dưới đại sứ quán Anh tại Warsaw sau khi nước Anh nêu rõ tình trạng chiến tranh với Đức Quốc xã

Cuộc chiến tranh kỳ quặc, còn có tên khác là Cuộc chiến Cuội (Tiếng Anh: Phoney War), Cuộc chiến Nhập nhèm (Twilight War, đặt tên bởi Winston Churchill), Cuộc chiến Ngồi (der Sitzkrieg, cách chơi chữ, viết nhại lại của từ Blitzkrieg), Cuộc chiến Buồn chán (Bore War, cách chơi chữ, viết nhại lại của Boer War),Chiến tranh Yên tĩnh và Cuộc chiến Buồn cười (la drôle de guerre) là một giai đoạn vào đầu Chiến tranh thế giới thứ hai – trong vài tháng tiếp sau khi Đức xâm lược Ba Lan vào tháng 9 năm 1939 và trước Trận chiến nước Pháp vào tháng 5 năm 1940 – một cuộc chiến được chú ý bởi sự vắng bóng các hoạt động quân sự trọng điểm tại Châu Âu.
Ba cường quốc của Châu Âu là Anh, Pháp và Đức đã tuyên bố chiến tranh với nhau nhưng không bên nào tiến hành các cuộc tấn công đáng kể và có thậm chí rất ít giao chiến trên thực địa. Lý do cho hành động tuyên chiến của Anh – Pháp với Đức là việc Đức tấn công Ba Lan, một nước đã ký hiệp ước đồng minh với Anh – Pháp. Tuy vậy, sau khi tuyên chiến, Anh-Pháp không có hành động quân sự nào đáng kể nhằm vào Đức, và quân Đức đã có thể rảnh tay để nhanh chóng đánh bại Ba Lan.
Cho đến ngày 10 tháng 5 năm 1940, nước Đức và Liên quân Anh – Pháp mới bắt đầu đánh nhau to. Kết quả là Liên quân Anh – Pháp thảm bại trong Trận chiến nước Pháp.

## Chiến dịch tấn công Saar
Chiến dịch tấn công Saar là một hoạt động quân sự của Pháp nhằm vào hạt Saar tại vị trí phòng thủ của Tập đoàn quân số 1 (Đức) trong giai đoạn đầu của Chiến tranh thế giới thứ hai. Chiến dịch này nhằm mục đích hỗ trợ Ba Lan - lúc này đang chịu cuộc tấn công xâm lược của phát xít Đức. Tuy nhiên, chiến dịch nhanh chóng bị đình lại và người Pháp rút quân.
Theo hiệp ước quân sự Pháp-Ba Lan, quân đội Pháp bắt đầu chuẩn bị tấn công phát xít Đức sau ba ngày động viên. Quân Pháp nhanh chóng giành quyền kiểm soát khu vực giữa biên giới Pháp và phòng tuyến quân Đức và bắt đầu thăm dò phòng tuyến Đức. Sau 15 ngày động viên binh sĩ (ngày 16 tháng 9 năm 1939), quân Pháp bắt đầu tấn công toàn diện. Việc động viên cục bộ ở Pháp bắt đầu vào ngày 26 tháng 8 và đến ngày 1 tháng 9 thì lệnh tổng động viên được thi hành.
Đợt tấn công của quân Pháp tại thung lũng sông Rhine (Chiến dịch Saar) mở màn vào ngày 7 tháng 9, sau 4 ngày Pháp tuyên chiến với Đức. Trong thời gian đó, quân Đức đang bận bịu với chiến sự ở Ba Lan và vì vậy người Pháp nắm ưu thế về quân số tại khu vực này. Tuy nhiên, quân Pháp hầu như không có bất cứ hành động nào cụ thể để cứu nguy cho Ba Lan. 11 sư đoàn Pháp tiến quân trên một mặt trận dài 32 cây số gần Saarbrücken, tấn công các cứ điểm phòng thủ yếu của phát xít Đức. Họ tiến được 8 cây số, chiếm 20 làng vốn bị quân Đức bỏ trống và không gặp sự kháng cự đáng kể nào. Tuy nhiên, cuộc tấn công hời hợt của Pháp nhanh chóng dừng lại sau khi họ đánh chiếm rừng Warnt vì gặp phải bãi mìn dày đặc ở một chiến địa sâu 3 dặm của quân Đức.
Cuộc tấn công này không khiến quân Đức rút bớt quân từ Ba Lan sang phía Tây. Tổng số binh lực tấn công bao gồm 40 sư đoàn, trong đó có một sư đoàn thiết giáp, ba sư đoàn bộ binh cơ giới, 78 trung đoàn pháo binh và 40 tiểu đoàn xe tăng. Ngày 12 tháng 9, Hội đồng chiến tranh Tối cao Anh-Pháp họp lần đầu tại Abbeville, Pháp. Kết luận của cuộc họp là tất cả các cuộc tấn công phải bị đình lại ngay lập tức. Trong thời gian này người Pháp đã tiến sâu 8 cây số vào lãnh thổ Đức trên một mặt trận rộng 24 cây số bao phủ vùng Saar. Maurice Gamelin ra lệnh cho quân Pháp dừng lại ở các vị trí cách phòng tuyến Siegfried của Đức ít nhất 1 cây số. Tuy nhiên, Gamelin lại dối trá nói với Nguyên soái Ba Lan Edward Rydz-Śmigły rằng một nửa số quân Pháp đã chạm trán với quân Đức và đã buộc phát xít Đức rút ít nhất 6 sư đoàn khỏi Ba Lan. Ngày hôm sau đại diện của quân đội Pháp tại Ba Lan là Louis Faury báo với Tổng tham mưu trưởng Ba Lan, tướng Wacław Stachiewicz rằng kế hoạch tấn công Đức bị dời lại từ ngày 17 sang ngày 20 tháng 9 năm 1939. Cùng lúc đó, quân Pháp bắt đầu rút về các vị trí ban đầu của họ tại phòng tuyến Maginot. Cuộc chiến tranh kỳ quặc chính thức mở màn.

## Kết cục
Sự sụp đổ nhanh chóng của Ba Lan có lý do khách quan là sự vượt trội về công nghệ quân sự của Đức, còn lý do chủ quan là vì họ quá tin vào lời hứa của Anh – Pháp sẽ nhanh chóng tiếp viện cho Ba Lan, nhưng thực tế phải đợi tới mấy tháng sau mới có viện trợ nhỏ giọt. Thực tế Ba Lan đã bị đồng minh của họ bỏ rơi, vì khi Đức tấn công Ba Lan, quân Anh-Pháp có tới 110 sư đoàn đang áp sát biên giới Đức so với chỉ 23 sư đoàn của Đức, nếu Anh-Pháp tấn công thì sẽ nhanh chóng buộc Đức phải rút quân về nước. Tư lệnh kỵ binh Đức Quốc xã Siegfried Westphal từng nói, nếu quân Pháp tấn công trong tháng 9 năm 1939 vào chiến tuyến Đức thì họ "chỉ có thể cầm cự được một hoặc hai tuần". Riêng ở đồng bằng Saar tháng 9 năm 1939, binh lực Pháp có 40 sư đoàn so với 22 của Đức, phía Đức không có xe tăng và chỉ có chưa đầy 100 khẩu pháo các cỡ, quá yếu ớt khi so sánh với trang bị của Pháp (1 sư đoàn thiết giáp, ba sư đoàn cơ giới, 78 trung đoàn pháo binh và 40 tiểu đoàn xe tăng). Tướng Đức Alfred Jodl từng nói: "Chúng tôi (Đức) đã không sụp đổ trong năm 1939 chỉ do một thực tế là trong chiến dịch Ba Lan, khoảng 110 sư đoàn của Anh và Pháp ở phương Tây đã hoàn toàn không có bất cứ hoạt động gì khi đối mặt với 23 sư đoàn Đức."
Tại tuyến phía Tây do quân Anh, Pháp đóng có ưu thế tuyệt đối, nhưng lại án binh bất động. Pháo binh quân Anh, Pháp ở bên này sông Rhine vẫn im lặng nhìn những đoàn xe quân Đức vận chuyển vũ khí qua lại ở bên kia sông. Các trạm đóng quân dọc biên giới của Pháp ở phía Tây vẫn bình chân như vại, binh sĩ chơi bài, đá bóng và còn có các hoạt động văn hóa, thể thao để giết thời gian. Thủ tướng Pháp thậm chí còn phát cho binh lính một vạn quả bóng để chơi. Cuộc “chiến tranh kỳ quái” cứ tiếp diễn.
Và chỉ nửa năm sau, đến tháng 5 năm 1940, Anh – Pháp đã phải trả một cái giá cực đắt cho những toan tính sai lầm của họ, khi mà Đức không tấn công Liên Xô mà lại quay sang tấn công Anh – Pháp và đánh cho họ thảm bại trong Trận chiến nước Pháp.